# Lauri Lehtinen
Lauri Aleksanteri Lehtinen (Porvoo, 10 de agosto de 1908 - Helsinque, 4 de dezembro de 1973) foi um corredor finlandês, campeão olímpico dos 5000 m em Los Angeles 1932.
Um mês antes dos Jogos Olímpicos, Lehtinen estabeleceu um novo recorde mundial para a distância, marcando 14m17s, em Helsinque, o que o transformou no grande favorito para a medalha de ouro em Los Angeles. Na disputa da final, marcada por grande controvérsia, ele e seu compatriota Lauri Virtanen assumiram a liderança da prova e juntos conseguiram deixar para trás todos os competidores à exceção de Ralph Hill, dos Estados Unidos. Nas voltas finais, a corrida transformou-se numa batalha em Lehtinen e o norte-americano. Na última volta pela pista, Hill tentou ultrapassar  o finlandês, que protegeu-se fechando o caminho com zigue-zagues entre uma raia e outra que impediam o avanço do americano, para exasperação do público nas arquibancadas, não acostumado a esta tática usada em provas na Europa. Lehtinen venceu a prova por poucos centímetros na linha de chegada e foi vaiado pelo público, mas Hill recusou-se a apresentar um protesto.
Os dois cruzaram a linha com o mesmo tempo registrado, 14m30s e esta foi a única vez na história dos Jogos que dois atletas marcaram o mesmo tempo na chegada em provas acima dos 200 metros rasos (não havia ainda a cronometragem eletrônica).
Lehtinen voltou aos Jogos em Berlim 1936, não conseguindo manter o título, derrotado pelo compatriota Gunnar Höckert, e ficou com a medalha de prata. Em 1940, ele doou sua medalha de ouro de Los Angeles a um soldado finlandês que havia servido com distinção no Istmo da Carélia durante a Guerra Russo-Finlandesa, no início da II Guerra Mundial, em homenagem e respeito a seu rival e compatriota Höckert, morto em combate neste conflito.